# Moșna (Iași)
Pour les articles homonymes, voir Moșna.
Moșna est une commune roumaine située dans le județ de Iași.